# 505国道
505国道是中华人民共和国的一条国道，起点为辽宁省西丰县，终点为内蒙古自治区通辽市奈曼旗，途经西丰、开原、调兵山、法库、康平、彰武、库伦旗、奈曼旗，全长137.861公里。
在2022年国家公路网规划中，起点由开原县市调整为西丰县。